# Brownie (kaka)
För andra betydelser, se Brownie.

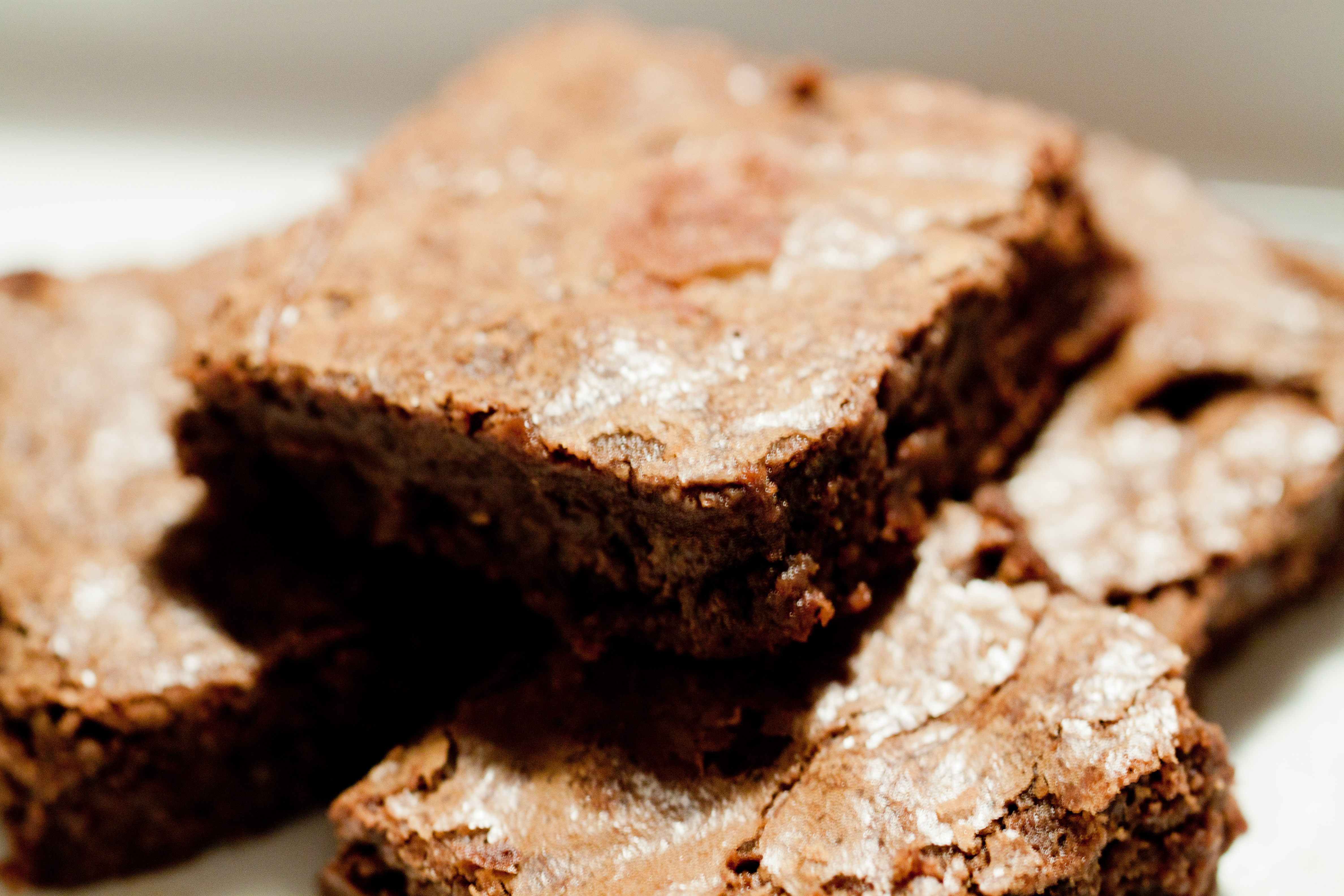
Traditionell brownie.

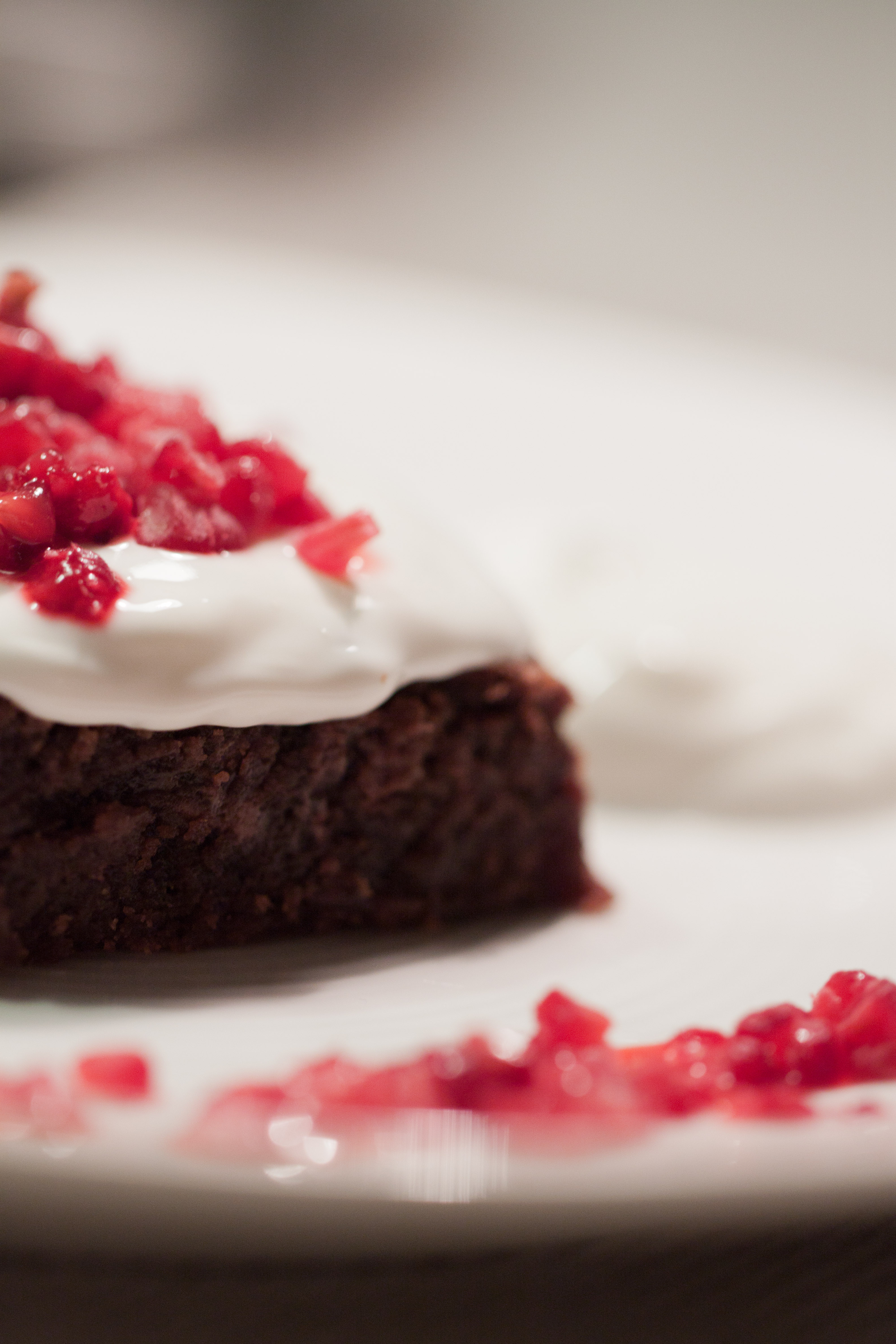
Brownie med grädde och hallonkross.

Brownie är en rektangulär eller kvadratisk mjuk kaka med chokladsmak, ursprungligen från USA. Brownie brukar ha någon form av glasyr, oftast med choklad eller chokladsmak. Konsistensen är mjuk och lite kladdig. Brownie påminner om svensk kladdkaka.
Det finns glass med brownie i.

## Andra betydelser
Ordet brownie används inom den brittiska folktron för olika typer av tomtar och vättar; i bland annat Skottland (liksom i USA) syftar den specifikt på en hustomte. I USA syftar begreppet little brownie på tomtenisse.